# Last Day of Freedom
Last Day of Freedom é um documentário estadunidense de 2015 dirigido, produzido e escrito por Dee Hibbert-Jones e Nomi Talisman, o qual estabelece um paralelo entre racismo e deficiência mental.  Ele foi indicado ao Oscar de melhor documentário de curta-metragem em 2016   e venceu em 2015 o prêmio de melhor documentário de curta-metragem pela International Documentary Association.